# Godefroi de Conversano
Godefroi de Conversano (en italien : Goffredo di Conversano ; † septembre 1100) est un baron italo-normand du duché d'Apulie, seigneur de Montepeloso (c. 1067), de Nardò, de Brindisi et de Monopoli (1070), de Matera (1080), et comte de Conversano de 1072 à sa mort. 

## Biographie
Selon les chroniqueurs Geoffroi Malaterra et Ordéric Vital, Godefroi de Conversano est par sa mère le neveu de Robert Guiscard, 1er duc normand d'Apulie, de Calabre et de Sicile.
Selon Malaterra, Godefroi conquiert sur les Byzantins la majeure partie de ses terres sur la côte adriatique avec sa propre énergie (sua strenuitate) et sans l'aide de son oncle Guiscard. Ainsi, lorsqu'en 1067, ce dernier lui demande de rendre hommage pour le château de Montepeloso, Godefroi refuse.
À la fin des années 1070, il se joint avec son frère Robert de Montescaglioso (en) à la grande révolte baronniale dirigée par leurs cousins Abélard et Herman, contre Robert Guiscard. Participent également à la rébellion le puissant baron Henri, comte de Monte Sant'Angelo et Gradilon, beau-frère d'Abélard et Herman. La révolte est durement réprimée par Guiscard au début des années 1080 mais Godefroi finit néanmoins par se réconcilier avec son oncle en 1083.
En 1084/1085, il participe à la dernière campagne militaire de Robert Guiscard, menée dans les Balkans contre l'Empire byzantin.
Godefroi est présent à Melfi en 1089 au synode présidé par le pape Urbain II.
Il meurt en 1100, peut-être à Brindisi, de mort naturelle.

Godefroi de Conversano est le beau-père du duc de Normandie Robert Courteheuse, époux de sa fille Sybilla.

## Famille et descendance
À une date inconnue il épouse Sykelgaita, une noble d'origine normanno-lombarde, fille du Normand Rodulf, comte du Molise (fils de Guimond de Moulins) et d'une princesse lombarde d'Italie méridionale. Ils ont cinq enfants : 
- Guillaume de Conversano († après 1102), qui, présent dans le duché de Normandie, est capturé près d'Exmes selon le chroniqueur Ordéric Vital par Robert II de Bellême[5], lors du conflit opposant le duc de Normandie Robert Courteheuse à son frère Henri Beauclerc, roi d'Angleterre ;
- Tancrède de Conversano (en) ;
- Alexandre ;
- Altruda ;
- Sibylle, duchesse de Normandie.